# As Réplicas
As Réplicas ist ein brasilianischer Hersteller von Automobilen.

## Unternehmensgeschichte
Das Unternehmen aus São Paulo begann 1992 mit der Produktion von Automobilen und Kit Cars. Der Markenname lautet As Réplicas.

## Fahrzeuge
Als erstes Modell erschien die Nachbildung des Porsche 550. Zunächst bildete ein Fahrgestell von Volkswagen do Brasil die Basis und später ein eigener Rohrrahmen. Darauf wird eine offene Karosserie montiert. Ein luftgekühlter Vierzylinder-Boxermotor treibt die Fahrzeuge an.
2003 ergänzte der Nachbau des Porsche 718 das Sortiment. Technisch unterscheidet er sich nicht vom anderen Modell. Außerdem entstanden auch Nachbildungen anderer Modelle wie des Alfa Romeo Tipo 33.